# Marianne Türk
Marianne Türk (* 31. Mai 1914 in Wien; † 11. Jänner 2003 ebenda) war eine österreichische Kinderärztin und an Verbrechen im Rahmen der Kinder-Euthanasie beteiligt.

## Leben
Türk begann 1939 nach dem Medizinstudium ihren Dienst in der Anstalt Am Steinhof in Wien. Sie war zuerst ab Juli 1939 in der Trinkerheilstätte tätig, wollte aber als Kinderärztin arbeiten und wechselte daher Anfang 1941 in die neu gegründete berüchtigte Wiener Kinderfachabteilung „Am Spiegelgrund“. Bei ihrer Vernehmung beim Volksgericht Wien am 16. Oktober 1945 gab die Medizinerin an, dass sie sich weder für Politik interessiere noch einer politischen Organisation angehört habe.
Bereits seit dem Frühjahr 1939 liefen Vorbereitungen für die systematische Erfassung und Vernichtung behinderter Kinder. Zu diesem Zweck wurde in der „Kanzlei des Führers“ in Berlin eine eigene Tarnorganisation, der Reichsausschuss zur wissenschaftlichen Erfassung von erb- und anlagebedingten schweren Leiden, eingerichtet. Am 18. August 1939 verpflichtete ein geheimer Runderlass Ärzte und Hebammen zur Meldung aller Fälle von „Idiotie“ und verschiedenen „Missbildungen“ an die Gesundheitsämter. Diese veranlassten die Einweisung der Betroffenen in getarnte Tötungszentren, sogenannte „Kinderfachabteilungen“, von denen im ganzen Reich mindestens 30 existierten.
Die Wiener Kinderfachabteilung wurde im Juli 1940 auf dem Gelände der Heil- und Pflegeanstalt Am Steinhof errichtet, ab 1942 wurde sie als Wiener städtische Nervenklinik für Kinder Am Spiegelgrund eine selbständige Anstalt. Die Anstaltsärzte (Direktor Erwin Jekelius, sein Nachfolger Ernst Illing, Heinrich Gross, Marianne Türk, Margarethe Hübsch) untersuchten die Kinder mit zum Teil qualvollen Methoden und meldeten sie nach Berlin, wenn sie für eine Tötung in Frage kamen. Dort entschieden drei T4-Gutachter über deren Schicksal. War die Tötungsermächtigung in Wien eingegangen, wurden die Kinder mit hochdosierten Schlafmitteln vergiftet, bis sie an Lungenentzündung oder einer anderen Infektionskrankheit starben. Einige der Kinder missbrauchte man auch für tödliche Experimente. Von den gemeldeten Kindern überlebten jene, die als „arbeitsverwendungsfähig“ beurteilt waren, solche, die von den Eltern abgeholt wurden, und jene, die im Urlaub geflohen waren. Die Ermordung der „lebensunwerten“ Kinder erfolgte oft, bevor eine Antwort aus Berlin eingetroffen war. Nach Aussage von Türk habe sie selbst Teile der Korrespondenz verbrannt, „und zwar die Bescheide von Berlin und Durchschläge von Meldungen, die Bezug hatten auf die Berliner Anordnung.“ Unverdächtige Schriftstücke seien in den Akten verblieben.
Zwischen 25. August 1940 und 3. Juni 1945 starben am Spiegelgrund mindestens 789 Kinder und Jugendliche. Nach Aussage von Ernst Illing wurden von diesen zwischen 33 und 50 % durch das medizinische Personal gezielt getötet. Türk bezifferte die Anzahl der getöteten Kinder mit sieben bis zehn pro Monat. Meist erteilte Illing lediglich die Anweisungen an Marianne Türk, welche dann die Krankenschwestern informierte. Diese verabreichten daraufhin die Medikamente.

„Ich will noch bemerken, daß […] sich in keiner Krankengeschichte etwas von Euthanasie befindet, nirgends ein Hinweis in dieser Richtung aufscheint, da wir aus leicht begreiflichen Gründen dies gar nicht tun durften. Insofern erscheint dort, wo tatsächlich Euthanasie vorgekommen ist, die Krankengeschichte als verfälscht auf. In sehr vielen Fällen war die unmittelbare Todesursache eine Lungenentzündung, die im Zuge der Schlafmittelvergiftung aufgetreten ist. In den Krankengeschichten scheint natürlich nur die Lungenentzündung auf. Aus der Korrespondenz mit dem Reichsausschuß in Berlin ergab sich in jedem einzelnen Falle die Euthanasie, diese Korrespondenz ist aber über Auftrag von Berlin beim Einmarsch der Russen vernichtet worden.“

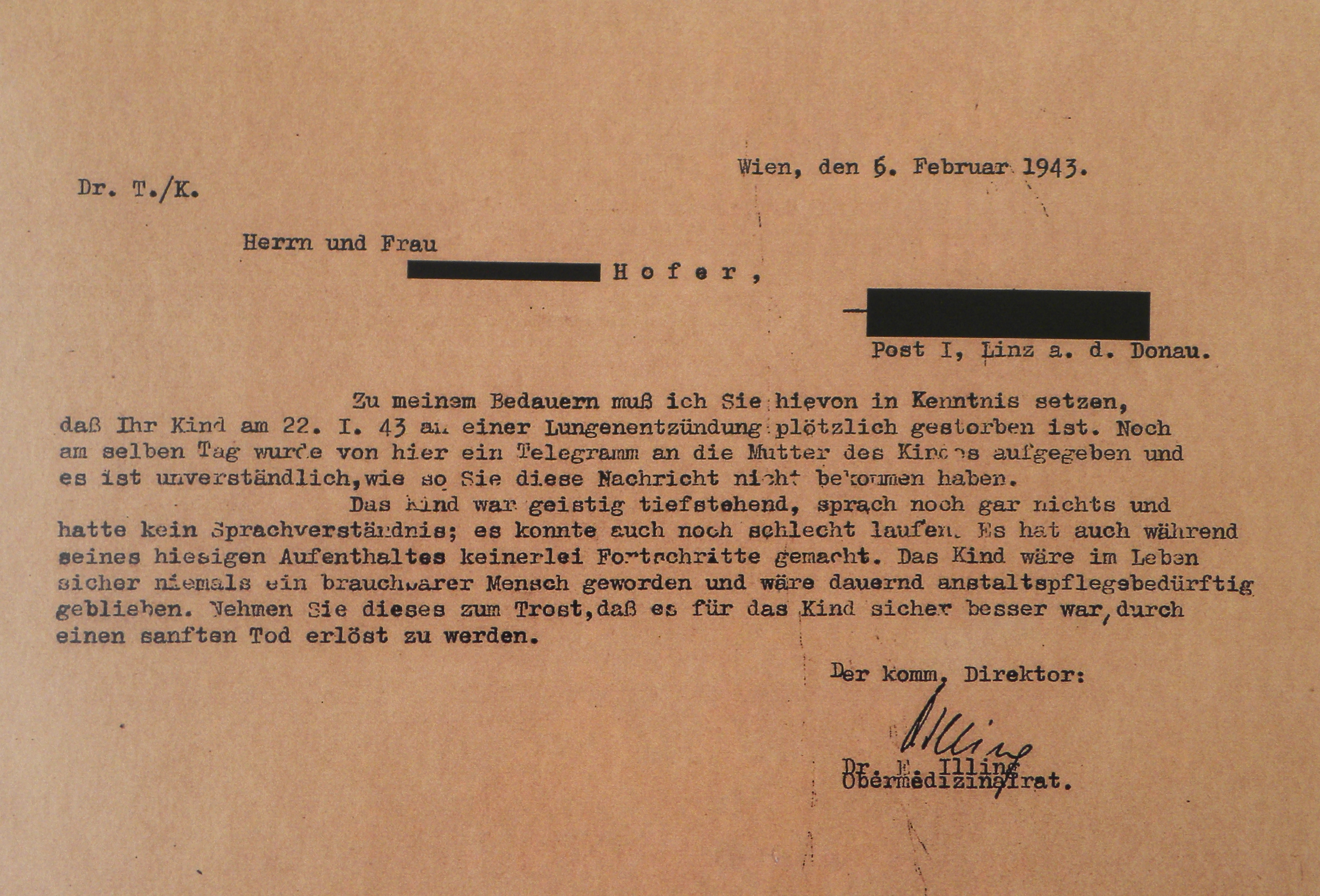
Brief von Ernst Illing an die Eltern eines in der Kinderfachabteilung „Am Spiegelgrund“ ermordeten Kleinkindes

Auffällig sind die stereotypen Bemerkungen in den Krankenakten: Nach einer Meldung des Kindes an den Reichsausschuss findet sich zumeist die Bemerkung, dass kein Entwicklungsfortschritt stattgefunden habe, einige Tage später wird das Auftreten einer Infektion, die Verschlechterung des Gesundheitszustands und dann der Tod eingetragen. Kurz vor dem Tod wurden an die Eltern sog. „Schlechtmeldungen“ verschickt, nach denen der Zustand des Kindes „besorgniserregend“ sei. Dann erhielten die Eltern eine Todesmeldung unter Angabe einer Todesursache (zumeist Lungenentzündung) und dem tröstlich gemeinten Nachsatz, dass das Kind durch „einen sanften Tod erlöst“ worden sei.

## Gerichtliche Aufarbeitung nach 1945
Bei dem Wiener Volksgerichtsprozess 1945/1946 gestand die Ärztin Marianne Türk: „Ich habe auch manchmal Injektionen gegeben. An wie vielen Kindern ich es persönlich getan habe, weiß ich nicht.“ Das Gericht wertete allerdings eine gewisse Abhängigkeit Marianne Türks ihrem Vorgesetzten Illing gegenüber als strafmildernd. Deshalb erhielt Frau Türk nur eine zehnjährige Freiheitsstrafe, die durch ein „hartes Lager vierteljährlich“ verschärft werden sollte. Während ihrer Haftzeit stellte sie mehrere Gnadengesuche. Nachdem sie wegen ihres schlechten Gesundheitszustandes für haftunfähig erklärt worden war, erfolgte am 23. Dezember 1948 eine vorläufige Aussetzung des Vollzugs auf Bewährung. Endgültig wurde ihr die Verbüßung der Reststrafe im Juli 1952 durch den Bundespräsidenten Theodor Körner erlassen. Nach der Haftentlassung kehrte Türk nicht mehr in den ärztlichen Beruf zurück, weil sie dies nach eigenen Worten „nicht mehr gewagt“ habe. 1957 wurde ihr auf Beschluss eines Professorenkollegiums der Universität Wien ihr im Prozess aberkannter Titel eines „Doktors der Medizin“ wieder zuerkannt; sie arbeitete bis zu ihrer Pensionierung als Verkäuferin in einer Kräuterhandlung. Sie wurde am Jedleseer Friedhof bestattet.

## Erinnerung an Opfer

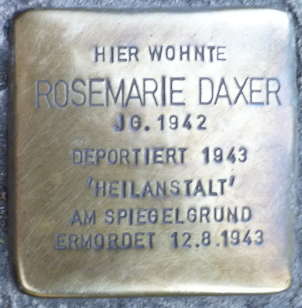
Stolperstein für Rosemarie Daxer in Salzburg

In Salzburg ist in der Griesgasse 8 ein Stolperstein angebracht, mit dem an Rosemarie Daxer erinnert wird. Sie wurde am 1. Februar 1942 als uneheliches Kind einer Hausangestellten geboren und im Alter von zwei Wochen im Marianum untergebracht. Auf Antrag des Salzburger Reichsstatthalters Gustav Adolf Scheel wurde sie in die Anstalt Am Spiegelgrund eingewiesen. Nach der Aufnahmeuntersuchungen durch Ernst Illing wurde sie am 10. August 1943 von Marianne Türk an den Reichsausschuss zur wissenschaftlichen Erfassung von erb- und anlagebedingten schweren Leiden gemeldet und war zwei Tage später tot (offizielle Todesursache „Lungenentzündung“).